# Чота
Чота је насеље у Италији у округу Агриђенто, региону Сицилија.
Према процени из 2011. у насељу је живело 5 становника. Насеље се налази на надморској висини од 44 м.